# Болгария на летних Олимпийских играх 2024

## Медали
| Медаль  | Спортсмен(ы)      | Вид спорта                | Дисциплина        | Дата      |
| ------- | ----------------- | ------------------------- | ----------------- | --------- |
| Золото  | Семён Новиков     | Греко-римская борьба      | До 87 кг          | 8 августа |
| Золото  | Магомед Рамазанов | Вольная борьба            | До 86 кг          | 9 августа |
| Золото  | Карлос Насар      | Тяжёлая атлетика          | До 89 кг          | 9 августа |
| Серебро | Боряна Калейн     | Художественная гимнастика | Личное многоборье | 9 августа |
| Бронза  | Божидар Андреев   | Тяжёлая атлетика          | До 73 кг          | 8 августа |
| Бронза  | Кимия Ализаде     | Тхэквондо                 | До 57 кг          | 8 августа |
| Бронза  | Хавьер Ибаньес    | Бокс                      | До 57 кг          | 8 августа |

| Вид спорта       | 1 | 2 | 3 | Всего |
| Борьба           | 2 | 0 | 0 | 2     |
| Тяжёлая атлетика | 1 | 0 | 1 | 2     |
| Гимнастика       | 0 | 1 | 0 | 1     |
| Бокс             | 0 | 0 | 1 | 1     |
| Тхэквондо        | 0 | 0 | 1 | 1     |
| Всего            | 3 | 1 | 3 | 7     |

| Медали по датам | Медали по датам | Медали по датам | Медали по датам | Медали по датам | Медали по датам |
| --------------- | --------------- | --------------- | --------------- | --------------- | --------------- |
| Дата            | 1               | 2               | 3               | Всего           |                 |
| 8 августа       | 1               | 0               | 3               | 4               |                 |
| 9 августа       | 2               | 1               | 0               | 3               |                 |
| Всего           | 3               | 1               | 3               | 7               |                 |

| Медали по полу | Медали по полу | Медали по полу | Медали по полу | Медали по полу |
| -------------- | -------------- | -------------- | -------------- | -------------- |
| Пол            | 1              | 2              | 3              | Всего          |
| Мужчины        | 3              | 0              | 2              | 5              |
| Женщины        | 0              | 1              | 1              | 2              |
| Микст          | 0              | 0              | 0              | 0              |
| Всего          | 3              | 1              | 3              | 7              |

## Квалификация
| № п/п | Вид спорта                  | Мужчины        | Мужчины                | Женщины        | Женщины                | Всего          | Всего                  |
| № п/п | Вид спорта                  | Завоевано квот | Количество спортсменов | Завоевано квот | Количество спортсменов | Завоевано квот | Количество спортсменов |
| ----- | --------------------------- | -------------- | ---------------------- | -------------- | ---------------------- | -------------- | ---------------------- |
| 1     | Академическая гребля        | 1              | 1                      | 1              | 1                      | 2              | 2                      |
| 2     | Бадминтон                   |                |                        | 2              | 3                      | 2              | 3                      |
| 3     | Бокс                        | 3              | 3                      | 2              | 2                      | 5              | 5                      |
| 4     | Борьба                      | 4              | 4                      | 2              | 2                      | 6              | 6                      |
| 5     | Спортивная гимнастика       | 1              | 1                      | 1              | 1                      | 2              | 2                      |
| 6     | Художественная гимнастика   |                |                        | 3              | 7                      | 3              | 7                      |
| 7     | Гребля на байдарках и каноэ |                |                        | 1              | 1                      | 1              | 1                      |
| 8     | Дзюдо                       | 2              | 2                      |                |                        | 2              | 2                      |
| 9     | Лёгкая атлетика             | 2              | 2                      | 3              | 3                      | 5              | 5                      |
| 10    | Плавание                    | 4              | 3                      | 2              | 1                      | 6              | 4                      |
| 11    | Современное пятиборье       | 1              | 1                      |                |                        | 1              | 1                      |
| 12    | Стрельба                    | 1              | 1                      | 2              | 1                      | 4              | 2                      |
| 13    | Теннис                      |                |                        | 1              | 1                      | 1              | 1                      |
| 14    | Тхэквондо                   |                |                        | 1              | 1                      | 1              | 1                      |
| 15    | Тяжёлая атлетика            | 3              | 3                      |                |                        | 3              | 3                      |
| 16    | Фехтование                  |                |                        | 1              | 1                      | 1              | 1                      |
|       | ИТОГО                       | 22             | 21                     | 22             | 25                     | 45             | 46                     |

## Состав команды
Академическая гребля
1. Кристиан Василев[англ.]
2. Десислава Ангелова[англ.]

 Бадминтон
1. Калояна Налбантова[англ.]
2. Габриэла Стоева[англ.]
3. Стефани Стоева[англ.]

 Бокс
1. Хавьер Ибаньес Диас
2. Радослав Росенов[англ.]
3. Рами Мофид Киван[англ.]
4. Станимира Петрова
5. Светлана Станева[англ.]

 Борьба
Вольная борьба
1. Магомед Рамазанов
2. Биляна Дудова
3. Юлиана Янева

Греко-римская борьба
1. Айк Мнацаканян
2. Семён Новиков
3. Кирил Милов

Гимнастика
 Спортивная гимнастика
1. Кевин Пенев[англ.]
2. Валентина Георгиева[англ.]

 Художественная гимнастика
1. Стилиана Николова[англ.]
2. Боряна Калейн[англ.]
3. София Иванова[англ.]
4. Камелия Петрова[англ.]
5. Рейчел Стоянов[англ.]
6. Магдалина Миневска[англ.]
7. Маргарита Василева[англ.]

Гребля на байдарках и каноэ
 Гребля на гладкой воде
1. Иоана Георгиева[англ.]

 Дзюдо
1. Марк Христов[англ.]
2. Ивайло Иванов

 Лёгкая атлетика
1. Тихомир Иванов
2. Божидар Сарабоюков[англ.]
3. Мирела Демирева
4. Плаена Миткова[англ.]
5. Габриэла Петрова

 Плавание
1. Петар Мицин[англ.]
2. Любомир Епитропов[англ.]
3. Иосиф Миладинов[англ.]
4. Габриела Георгиева[англ.]

 Современное пятиборье
1. Тодор Михалев[англ.]

 Стрельба
1. Кирил Киров[англ.]
2. Антоанета Костадинова[англ.]

 Теннис
1. Виктория Томова

 Тхэквондо
1. Кимия Ализаде

 Тяжёлая атлетика
1. Иван Димов
2. Божидар Андреев
3. Карлос Насар

 Фехтование
1. Иоана Илиева[англ.]

## Академическая гребля
Болгария завоевала одну квоту на участие в соревнованиях по академической гребле на Чемпионате мира по академической гребле 2023 года в Белграде, Сербия и одну на Европейской квалификационной регате 2024 года в Сегеде, Венгрия.
| Спортсмен          | Дисциплина       | Заезд   | Заезд  | Утеш. заезд | Утеш. заезд | Четвертьфиналы | Четвертьфиналы | Полуфиналы | Полуфиналы | Финалы  | Финалы |
| Спортсмен          | Дисциплина       | Время   | Место  | Время       | Место       | Время          | Место          | Время      | Место      | Время   | Место  |
| ------------------ | ---------------- | ------- | ------ | ----------- | ----------- | -------------- | -------------- | ---------- | ---------- | ------- | ------ |
| Кристиан Василев   | Мужчины одиночки | 6.56,63 | 2 Q QF | —           | —           | 6.58,67        | 4 Q SC/D       | 6.57,75    | 2 Q FC     | 6.44,61 | 14     |
| Десислава Ангелова | Женщины одиночки | 7.42,73 | 2 Q QF | —           | —           | 7.41,25        | 3 Q SA/B       | 7.27,16    | 3 Q FA     | 7.33,19 | 6      |

Легенда: FA=Финал А (медали); FB=Финал В; FC=Финал С; FD=Финал D; FE=Финал E; FF=Финал F; SA/B=Полуфиналы A/B; SC/D=Полуфиналы C/D; SE/F=Полуфиналы E/F; QF=Четвертьфиналы; R=Утешительные заезды

## Бадминтон
Болгария завоевала две квоты на участие в олимпийском турнире по бадминтону в соответствии с Олимпийским рейтингом BWF.
Женщины
| Спортсмен                      | Категория | Группы                                          | Группы                                     | Группы                             | Группы | 1/8 финала            | Четвертьфиналы                          | Полуфиналы            | Финал / За 3 место    | Финал / За 3 место    |
| Спортсмен                      | Категория | Соперник Счет                                   | Соперник Счет                              | Соперник Счет                      | Место  | Соперник Счет         | Соперник Счет                           | Соперник Счет         | Соперник Счет         | Место                 |
| ------------------------------ | --------- | ----------------------------------------------- | ------------------------------------------ | ---------------------------------- | ------ | --------------------- | --------------------------------------- | --------------------- | --------------------- | --------------------- |
| Калояна Налбантова             | Одиночный | KORАн Сеён П 15–21, 11–21                       | FRAЦи Сюэфэй В 21–18, 21–18                | —                                  | 2      | завершила выступление | завершила выступление                   | завершила выступление | завершила выступление | завершила выступление |
| Габриэла Стоева Стефани Стоева | Пары      | HKGЁн Нга Тинг Ён Пуи Лам В 21–11, 21–23, 21–15 | CHNЛю Шэншу Тань Нин П 21–19, 10–21, 16–21 | USAАнни Сю Керри Сю В 21–18, 21–12 | 2 Q    | —                     | CHNЧень Цинчэнь Цзя Ифань П 15–21, 8–21 | завершили выступление | завершили выступление | завершили выступление |

## Бокс
Болгария завоевала три места в турнир по боксу на Европейских играх 2023 года в Новы-Тарг, Польша и по одному месту на Первом и Втором мировых квалификационных турнирах 2024 года в Бусто-Арсицио, Италия и Бангкоке, Таиланд.
| Спортсмен           | Категория        | 1/16 финала              | 1/8 финала                | Четвертьфиналы        | Полуфиналы                      | Финал                 | Финал                 |
| Спортсмен           | Категория        | Соперник Результат       | Соперник Результат        | Соперник Результат    | Соперник Результат              | Соперник Результат    | Место                 |
| ------------------- | ---------------- | ------------------------ | ------------------------- | --------------------- | ------------------------------- | --------------------- | --------------------- |
| Хавьер Ибаньес Диас | Мужчины 57 кг    | —                        | UKRАйдер Абдураимов В 5–0 | JPNСюдаи Харада В 5–0 | KGZМунарбек Сейитбек уулу П 1–4 | завершил выступление  | 3                     |
| Радослав Росенов    | Мужчины 63,5 кг  | TJKБаходур Усмонов В 5–0 | CANУайатт Сэнфорд П 0–5   | завершил выступление  | завершил выступление            | завершил выступление  | завершил выступление  |
| Рами Мофид Киван    | Мужчины 71 кг    | POLДамиан Дуркач В 5–0   | AUSШеннан Дэйви В 5–0     | USAОмари Джонс П 0–5  | завершил выступление            | завершил выступление  | завершил выступление  |
| Станимира Петрова   | Женщины до 54 кг | —                        | TPEХуан Сяовэнь В 4–1     | CHNЧан Юань П 1–4     | завершила выступление           | завершила выступление | завершила выступление |
| Светлана Станева    | Женщины до 57 кг | —                        | IRLМикаэла Уолш В 5–0     | TPEЛинь Юйтин П 0–5   | завершила выступление           | завершила выступление | завершила выступление |

## Борьба
Болгария завоевала одно место в греко-римской борьбе на Чемпионате мира по борьбе 2023 года в Белграде, Сербия, одно место в женской вольной борьбе на Европейском квалификационном турнире 2024 года в Баку, Азербайджан и по одному месту в греко-римской, мужской и женской вольной борьбе на Мировом квалификационном турнире в Стамбуле, Турция. Еще одно место в греко-римской борьбе Болгария получила в результате перераспределения квот.
Вольная борьба
| Спортсмен         | Категория        | 1/8 финала               | Четвертьфиналы           | Полуфиналы            | Утешит. поединки             | Финал /За 3 место     | Финал /За 3 место |
| Спортсмен         | Категория        | Соперник Результат       | Соперник Результат       | Соперник Результат    | Соперник Результат           | Соперник Результат    | Место             |
| ----------------- | ---------------- | ------------------------ | ------------------------ | --------------------- | ---------------------------- | --------------------- | ----------------- |
| Магомед Рамазанов | Мужчины до 86 кг | CANАлекс Мур В 12–2      | UZBДжабраил Шапиев В 4–1 | USAАарон Брукс В 4–3  | —                            | IRIХасан Яздани В 7–1 | 1                 |
| Биляна Дудова     | Женщины до 62 кг | SWEЮханна Линдборг В 8–3 | UKRИрина Коляденко П 3–7 | —                     | MGLПурэвдорджийн Орхон П 1–3 | завершила выступление | 8                 |
| Юлиана Янева      | Женщины до 76 кг | CUBМилаймис Марин П 1–7  | завершила выступление    | завершила выступление | завершила выступление        | завершила выступление | 15                |

Греко-римская борьба
| Спортсмен      | Категория | 1/8 финала                     | Четвертьфиналы        | Полуфиналы             | Утешит. поединки            | Финал /За 3 место        | Финал /За 3 место |
| Спортсмен      | Категория | Соперник Результат             | Соперник Результат    | Соперник Результат     | Соперник Результат          | Соперник Результат       | Место             |
| -------------- | --------- | ------------------------------ | --------------------- | ---------------------- | --------------------------- | ------------------------ | ----------------- |
| Айк Мнацаканян | до 77 кг  | AZEСанан Сулейманов П 0–2      | завершил выступление  | завершил выступление   | завершил выступление        | завершил выступление     | 12                |
| Семён Новиков  | до 87 кг  | DENТурпал-Али Бисултанов В 5–1 | GEOЛаша Гобадзе В 8–3 | HUNДавид Лошонци В 3–1 | —                           | IRIАлиреза Мохмади В 7–0 | 1                 |
| Кирил Милов    | до 130 кг | CHIЯсмани Акоста П 1–1         | —                     | —                      | EGYАбделлатиф Мохамед П 4–6 | завершил выступление     | 9                 |

## Гимнастика спортивная
Болгария завоевала на Чемпионате мира по спортивной гимнастике 2023 года в Антверпене, Бельгия одну личную квоту в мужское многоборье и еще одну квоту в женское многоборье по итогам Серии этапов Кубка мира 2024 года.

### Мужчины
| Спортсмен   | Дисциплина          | Квалификация | Квалификация | Квалификация | Квалификация | Квалификация | Квалификация | Квалификация | Квалификация | Финал                | Финал                | Финал                | Финал                | Финал                | Финал                | Финал                | Финал                |
| Спортсмен   | Дисциплина          | Снаряды      | Снаряды      | Снаряды      | Снаряды      | Снаряды      | Снаряды      | Всего        | Место        | Снаряды              | Снаряды              | Снаряды              | Снаряды              | Снаряды              | Снаряды              | Всего                | Место                |
| Спортсмен   | Дисциплина          | В            | КН           | КО           | ОП           | ПБ           | П            | Всего        | Место        | В                    | КН                   | КО                   | ОП                   | ПБ                   | П                    | Всего                | Место                |
| ----------- | ------------------- | ------------ | ------------ | ------------ | ------------ | ------------ | ------------ | ------------ | ------------ | -------------------- | -------------------- | -------------------- | -------------------- | -------------------- | -------------------- | -------------------- | -------------------- |
| Кевин Пенев | Многоборье          | 14,166       | 11,633       | 13,166       | 14,000       | 12,466       | 12,200       | 77,631       | 42           | завершил выступление | завершил выступление | завершил выступление | завершил выступление | завершил выступление | завершил выступление | завершил выступление | завершил выступление |
| Кевин Пенев | Вольные упражнения  | 14,166       | —            | —            | —            | —            | —            | —            | 12           | завершил выступление | завершил выступление | завершил выступление | завершил выступление | завершил выступление | завершил выступление | завершил выступление | завершил выступление |
| Кевин Пенев | Конь                | —            | 11,633       | —            | —            | —            | —            | —            | 61           | завершил выступление | завершил выступление | завершил выступление | завершил выступление | завершил выступление | завершил выступление | завершил выступление | завершил выступление |
| Кевин Пенев | Кольца              | —            | —            | 13,166       | —            | —            | —            | —            | 40           | завершил выступление | завершил выступление | завершил выступление | завершил выступление | завершил выступление | завершил выступление | завершил выступление | завершил выступление |
| Кевин Пенев | Параллельные брусья | —            | —            | —            | —            | 12,466       | —            | —            | 61           | завершил выступление | завершил выступление | завершил выступление | завершил выступление | завершил выступление | завершил выступление | завершил выступление | завершил выступление |
| Кевин Пенев | Перекладина         | —            | —            | —            | —            | —            | 12,200       | —            | 60           | завершил выступление | завершил выступление | завершил выступление | завершил выступление | завершил выступление | завершил выступление | завершил выступление | завершил выступление |

### Женщины
| Спортсмен           | Дисциплина          | Квалификация | Квалификация | Квалификация | Квалификация | Квалификация | Квалификация | Финал                 | Финал                 | Финал                 | Финал                 | Финал                 | Финал                 |
| Спортсмен           | Дисциплина          | Снаряды      | Снаряды      | Снаряды      | Снаряды      | Всего        | Место        | Снаряды               | Снаряды               | Снаряды               | Снаряды               | Всего                 | Место                 |
| Спортсмен           | Дисциплина          | ОП           | РБ           | Б            | В            | Всего        | Место        | ОП                    | РБ                    | Б                     | В                     | Всего                 | Место                 |
| ------------------- | ------------------- | ------------ | ------------ | ------------ | ------------ | ------------ | ------------ | --------------------- | --------------------- | --------------------- | --------------------- | --------------------- | --------------------- |
| Валентина Георгиева | Опорный прыжок      | 13,999       | —            | —            | —            | 13,999       | 9 Q          | 13,983                | —                     | —                     | —                     | 13,983                | 5                     |
| Валентина Георгиева | Разновысокие брусья | —            | 11,500       | —            | —            | —            | 75           | завершила выступление | завершила выступление | завершила выступление | завершила выступление | завершила выступление | завершила выступление |
| Валентина Георгиева | Бревно              | —            | —            | 10,633       | —            | —            | 77           | завершила выступление | завершила выступление | завершила выступление | завершила выступление | завершила выступление | завершила выступление |

## Гимнастика художественная
Болгария по результатам Чемпионата мира по художественной гимнастике 2022 года в Софии и Чемпионата мира по художественной гимнастике 2023 года в Валенсии завоевала максимальную квоту на участие в соревнованиях по художественной гимнастике, получив право выставить команду в групповом турнире и двух гимнасток в личном многоборье. 
| Спортсменка       | Дисциплина | Квалификация | Квалификация | Квалификация | Квалификация | Квалификация | Квалификация | Финал                 | Финал                 | Финал                 | Финал                 | Финал                 | Финал                 |
| Спортсменка       | Дисциплина | Обруч        | Мяч          | Булавы       | Лента        | Всего        | Место        | Обруч                 | Мяч                   | Булавы                | Лента                 | Всего                 | Место                 |
| ----------------- | ---------- | ------------ | ------------ | ------------ | ------------ | ------------ | ------------ | --------------------- | --------------------- | --------------------- | --------------------- | --------------------- | --------------------- |
| Стилиана Николова | Личное     | 33,900       | 34,700       | 28,050       | 31,050       | 127,700      | 11           | завершила выступление | завершила выступление | завершила выступление | завершила выступление | завершила выступление | завершила выступление |
| Боряна Калейн     | Личное     | 35,350       | 34,600       | 33,600       | 32,900       | 136,450      | 3 Q          | 35,850                | 36,450                | 34,550                | 33,750                | 140,600               | 2                     |

| Спортсменки                                                                        | Дисциплина | Квалификация | Квалификация | Квалификация | Квалификация | Финал    | Финал      | Финал  | Финал |
| Спортсменки                                                                        | Дисциплина | 5 предм.     | 3+2 предм.   | Всего        | Место        | 5 предм. | 3+2 предм. | Всего  | Место |
| ---------------------------------------------------------------------------------- | ---------- | ------------ | ------------ | ------------ | ------------ | -------- | ---------- | ------ | ----- |
| София Иванова Камелия Петрова Рейчел Стоянов Магдалина Миневска Маргарита Василева | Группы     | 37,700       | 32,700       | 70,400       | 1 Q          | 34,100   | 33,700     | 67,800 | 4     |

## Гребля на байдарках и каноэ

### Гладкая вода
Болгария завоевала на Чемпионате мира по гребле на байдарках и каноэ в Дуйсбурге, Германия право выставить одну лодку в соревнованиях по гребле на байдарках и каноэ женские соревнования на гладкой воде.
Женщины
| Спортсмен       | Дисциплина       | Заезды  | Заезды | Четвертьфиналы | Четвертьфиналы | Полуфиналы | Полуфиналы | Финалы                | Финалы                |
| Спортсмен       | Дисциплина       | Время   | Место  | Время          | Место          | Время      | Место      | Время                 | Место                 |
| --------------- | ---------------- | ------- | ------ | -------------- | -------------- | ---------- | ---------- | --------------------- | --------------------- |
| Иоана Георгиева | Байдарка-1 500 м | 1.55,76 | 3 QF   | 1.51,74        | 3 SF           | 1.54,02    | 7          | завершила выступление | завершила выступление |

## Дзюдо
Болгария получила по рейтингу IJF два места в мужские соревнования.
| Спортсмен     | Категория        | 1/16 финала                      | 1/8 финала                | 1/4 финала           | 1/2 финала           | Утеш. поединки       | Финал / За 3 место   | Финал / За 3 место   |
| Спортсмен     | Категория        | Соперник Результат               | Соперник Результат        | Соперник Результат   | Соперник Результат   | Соперник Результат   | Соперник Результат   | Место                |
| ------------- | ---------------- | -------------------------------- | ------------------------- | -------------------- | -------------------- | -------------------- | -------------------- | -------------------- |
| Марк Христов  | Мужчины до 73 кг | DJIАден-Александр Хусейн В 10–00 | JPNСоити Хасимото П 00–01 | завершил выступление | завершил выступление | завершил выступление | завершил выступление | завершил выступление |
| Ивайло Иванов | Мужчины до 90 кг | LBNКарамноб Сагаипов В 01–00     | GEOЛаша Бекаури П 00–01   | завершил выступление | завершил выступление | завершил выступление | завершил выступление | завершил выступление |

## Лёгкая атлетика
Болгарские легкоатлеты выполнили нормативы для участия в Играх 2024 года, пройдя прямую квалификацию или по мировому рейтингу, в следующих соревнованиях (максимум по 3 спортсмена в каждом):
Технические дисциплины
Мужчины
| Спортсмен          | Дисциплина      | Полуфиналы | Полуфиналы | Финал                | Финал                |
| Спортсмен          | Дисциплина      | Результат  | Место      | Результат            | Место                |
| ------------------ | --------------- | ---------- | ---------- | -------------------- | -------------------- |
| Тихомир Иванов     | Прыжки в высоту | 2,24       | 12 Q       | 2,27                 | 8                    |
| Божидар Сарабоюков | Прыжки в длину  | 7,87       | 14         | завершил выступление | завершил выступление |

Женщины
| Спортсмен        | Дисциплина      | Полуфиналы | Полуфиналы | Финал                 | Финал                 |
| Спортсмен        | Дисциплина      | Результат  | Место      | Результат             | Место                 |
| ---------------- | --------------- | ---------- | ---------- | --------------------- | --------------------- |
| Мирела Демирева  | Прыжки в высоту | 1,88       | 19         | завершила выступление | завершила выступление |
| Плаена Миткова   | Прыжки в длину  | 6,45       | 19         | завершила выступление | завершила выступление |
| Габриэла Петрова | Тройной прыжок  | 13,77      | 21         | завершила выступление | завершила выступление |

## Плавание
Болгарские пловцы выполнили требования для участия в нижеследующих дисциплинах плавательного турнира Олимпиады (максимум два пловца, выполнивших Олимпийский квалификационный норматив (OST) или, возможно, Олимпийский рассматриваемый норматив (OCT)).
Мужчины
| Спортсмен         | Дисциплина          | Заплывы | Заплывы | Полуфиналы           | Полуфиналы           | Финал                | Финал                |
| Спортсмен         | Дисциплина          | Время   | Место   | Время                | Место                | Время                | Место                |
| ----------------- | ------------------- | ------- | ------- | -------------------- | -------------------- | -------------------- | -------------------- |
| Петар Мицин       | 400 м вольный стиль | 3.49,30 | 21      | —                    | —                    | завершил выступление | завершил выступление |
| Петар Мицин       | 100 м баттерфляй    | 1.57,03 | 19      | завершил выступление | завершил выступление | завершил выступление | завершил выступление |
| Любомир Епитропов | 100 м брасс         | 2.10,59 | 13 Q    | 2.09,93              | 9                    | завершил выступление | завершил выступление |
| Иосиф Миладинов   | 100 м баттерфляй    | 51,77   | 17      | завершил выступление | завершил выступление | завершил выступление | завершил выступление |

Женщины
| Спортсмен          | Дисциплина     | Заплывы | Заплывы | Полуфиналы            | Полуфиналы            | Финал                 | Финал                 |
| Спортсмен          | Дисциплина     | Время   | Место   | Время                 | Место                 | Время                 | Место                 |
| ------------------ | -------------- | ------- | ------- | --------------------- | --------------------- | --------------------- | --------------------- |
| Габриела Георгиева | 100 м на спине | 1.02,16 | 24      | завершила выступление | завершила выступление | завершила выступление | завершила выступление |
| Габриела Георгиева | 200 м на спине | 2.12,15 | 21      | завершила выступление | завершила выступление | завершила выступление | завершила выступление |

## Современное пятиборье
Болгарские пятиборцы завоевали одну квоту на участие в мужском олимпийском турнире по Мировому рейтингу UIPM.

### Полуфиналы
| Спортсмен     | Дисциплина     | Фехтование (шпага до 1 укола) | Фехтование (шпага до 1 укола) | Фехтование (шпага до 1 укола) | Фехтование (шпага до 1 укола) | Плавание (200 м вольный стиль) | Плавание (200 м вольный стиль) | Плавание (200 м вольный стиль) | Конный спорт (конкур) | Конный спорт (конкур) | Конный спорт (конкур) | Конный спорт (конкур) | Комбинация: стрельба и бег (10 м пистолет)/(3200 м) | Комбинация: стрельба и бег (10 м пистолет)/(3200 м) | Комбинация: стрельба и бег (10 м пистолет)/(3200 м) | Сумма | Место |
| Спортсмен     | Дисциплина     | ОР                            | БР                            | Место                         | Баллы                         | Время                          | Место                          | Баллы                          | Время                 | Штраф                 | Место                 | Баллы                 | Время                                               | Место                                               | Баллы                                               | Сумма | Место |
| ------------- | -------------- | ----------------------------- | ----------------------------- | ----------------------------- | ----------------------------- | ------------------------------ | ------------------------------ | ------------------------------ | --------------------- | --------------------- | --------------------- | --------------------- | --------------------------------------------------- | --------------------------------------------------- | --------------------------------------------------- | ----- | ----- |
| Тодор Михалев | Мужской турнир | 20–15                         | 0                             | 6                             | 225                           | 2.06,85                        | 12                             | 297                            | 58,20                 | 7                     | 9                     | 293                   | 10.24,04                                            | 13                                                  | 676                                                 | 1491  | 12 —  |

## Стрельба
Болгария завоевала по одному месту в олимпийский турнир стрелков на Чемпионате мира по пулевой стрельбе 2022 года в Каире, Египет и на Чемпионате мира по стрельбе 2023 года в Баку, Азербайджан. Еще одно место в женском пистолете получила спортсменка, квалифицированная в другой дисциплине. Квалифицировав в пневматическом пистолете по одному спортсмену каждого пола, Болгария также получил право выставить команду в миксте в этом виде оружия.
| Спортсмен                         | Дисциплина                               | Квалификация | Квалификация | Финал                 | Финал                 |
| Спортсмен                         | Дисциплина                               | Баллы        | Место        | Баллы                 | Место                 |
| --------------------------------- | ---------------------------------------- | ------------ | ------------ | --------------------- | --------------------- |
| Кирил Киров                       | Мужчины пневматический пистолет, 10 м    | 575          | 16           | завершил выступление  | завершил выступление  |
| Антоанета Костадинова             | Женщины пневматический пистолет, 10 м    | 573          | 16           | завершила выступление | завершила выступление |
| Антоанета Костадинова             | Женщины пистолет, 25 м                   | 583          | 11           | завершила выступление | завершила выступление |
| Кирил Киров Антоанета Костадинова | Микст пневматический пистолет, 10 метров | 574          | 12           | завершили выступление | завершили выступление |

## Теннис
Болгария получила одно место в женский одиночный турнир по рейтингу WTA.
| Спортсмен       | Дисциплина        | 1/32 финала                   | 1/16 финала                     | 1/8 финала            | Четвертьфиналы        | Полуфиналы            | Финал / За 3 место    | Финал / За 3 место    |
| Спортсмен       | Дисциплина        | Соперник Счёт                 | Соперник Счёт                   | Соперник Счёт         | Соперник Счёт         | Соперник Счёт         | Соперник Счёт         | Место                 |
| --------------- | ----------------- | ----------------------------- | ------------------------------- | --------------------- | --------------------- | --------------------- | --------------------- | --------------------- |
| Виктория Томова | Женщины одиночный | POLМагдалена Френх В 6–4, 7–6 | USAЭмма Наварро П 7–6, 4–6, 1–6 | завершила выступление | завершила выступление | завершила выступление | завершила выступление | завершила выступление |

## Тхэквондо
Болгария получила одно место в женском турнире на Европейском квалификационном турнире 2024 года в Софии, Болгария.
| Спортсмен     | Дисциплина       | 1/8 финала           | Четвертьфиналы     | Полуфиналы         | Утеш. поединки     | Финал/За 3 место   | Финал/За 3 место |
| Спортсмен     | Дисциплина       | Соперник Результат   | Соперник Результат | Соперник Результат | Соперник Результат | Соперник Результат | Место            |
| ------------- | ---------------- | -------------------- | ------------------ | ------------------ | ------------------ | ------------------ | ---------------- |
| Кимия Ализаде | Женщины до 57 кг | IRIНахид Киани П 1–2 | —                  | —                  | TUNШема Туми В 2–0 | CHNЛо Цзунши В 2–1 | 3                |

## Тяжёлая атлетика
Болгария получила три места в мужских соревнованиях в соответствии с олимпийским рейтингом IWF.
| Спортсмен       | Категория        | Рывок     | Рывок | Толчок     | Толчок | Всего      | Место |
| Спортсмен       | Категория        | Результат | Место | Результат  | Место  | Всего      | Место |
| --------------- | ---------------- | --------- | ----- | ---------- | ------ | ---------- | ----- |
| Иван Димов      | Мужчины до 61 кг | DNF       | DNF   | DNF        | DNF    | DNF        | DNF   |
| Божидар Андреев | Мужчины до 73 кг | 154       | 4     | 190        | 4      | 344        | 3     |
| Карлос Насар    | Мужчины до 89 кг | 180       | 1     | 224 WR, OR | 1      | 404 WR, OR | 1     |

## Фехтование
Болгария получила по рейтингу FEI одно место в женской сабле.
| Спортсмен    | Дисциплина    | 1/32 финала   | 1/16 финала                 | 1/8 финала             | Четвертьфинал         | Полуфинал             | Финал / За 3 место    | Финал / За 3 место    |
| Спортсмен    | Дисциплина    | Соперник Счет | Соперник Счет               | Соперник Счет          | Соперник Счет         | Соперник Счет         | Соперник Счет         | Место                 |
| ------------ | ------------- | ------------- | --------------------------- | ---------------------- | --------------------- | --------------------- | --------------------- | --------------------- |
| Иоана Илиева | Женщины сабля | —             | Риса Такасима (JPN) В 15–10 | Луца Сюч (HUN) П 10–15 | завершила выступление | завершила выступление | завершила выступление | завершила выступление |